# Heinrich Gerber
Heinrich Gerber (Johann Gottfried Heinrich Gerber; 18 de noviembre de 1832 - 3 de enero de 1912) fue un ingeniero alemán, inventor de la viga Gerber. Registró varias patentes para sus sistemas de construcción de puentes metálicos.

## Semblanza
Gerber estudió en las escuelas politécnicas de Núremberg y de Múnich, y en 1852 se incorporó a la administración de Baviera, donde trabajó en los ferrocarriles. Ayudó en la planificación del puente de Großhesseloher, que se completó en 1857. Una vez terminado el puente, Gerber fue nombrado ingeniero jefe del departamento de puentes de la Maschinenfabrik Klett en Núremberg.
Cuando la compañía se adjudicó en 1859 el contrato para la construcción del puente ferroviario sobre el río Rin en Maguncia, decidió fabricar las piezas de la estructura en una instalación temporal cerca del emplazamiento de la obra, en Ginsheim-Gustavsburg. Gerber se mudó en 1860 con su familia a este taller de ensamblaje para administrar la fabricación y construcción del puente hasta su finalización en 1863.
En su época posterior en Núremberg, trabajó en un sistema estructural continuo, que pudiera calcularse de manera más simple. En 1866 obtuvo la patente de Baviera "Balkenträger mit freiliegenden Stützpunkten" ("Viga continua con tramos en voladizo"). Su sistema de puente en ménsula se realizó por primera vez en 1867, en un puente sobre el río Regnitz en Bamberg y sobre el río Meno en Haßfurt. Este tipo de construcción se extendió rápidamente y se hizo conocido mundialmente como viga Gerber.
En 1868 Gerber regresó a Gustavsburg para gestionar la construcción de la segunda vía del puente sobre el Rin. Posteriormente trabajó en una oficina en Múnich. Como parte de la conversión de la sede central de Núremberg en la Maschinenbau-Actiengesellschaft Nürnberg en 1873, la planta MAN-Werk Gustavsburg y su oficina de Múnich se fusionaron como la Süddeutsche Bridge AG de Múnich, y se independizaron con Gerber como Director. Durante este tiempo, se ocupó, entre otras cosas, del trabajo de desarrollo en las uniones de las armaduras, reduciendo sus funciones en la junta ejecutiva de la compañía. Según su propia sugerencia, la compañía se fusionó en 1884 en la "Maschinenbau-Aktiengesellschaft Nürnberg" (actualmente MAN). Gerber era miembro del consejo y ocupando un asiento en la junta asesora técnica. Se dedicó a continuar sus actividades de investigación y consultoría.